# Grot van Kapova
De Grot van Kapova (Russisch: Капова пещера, Kapova pesjtsjera; Basjkiers: Шүлгәнташ, Sjoelgantasj) is gelegen in het noorden van het natuurreservaat Sjoelgan-Tasj in Basjkirostan in de zuidelijke Oeral, in de buurt van het dorp Koetanovo aan de Belaja. Door de grot stroomt de Sjoelgan. De grot wordt ook soms aangeduid als de Sjoelgan-Tasjgrot. De grot is bekend om haar tot 18.000 jaar oude paleolithische rotstekeningen. De grot is dan ook een geliefd doel voor toeristen, met name uit Rusland zelf. Op ongeveer 120 km afstand bevindt zich tevens de Grot van Ignatjevka.
De grot werd in juli 2025 tijdens de 47e sessie van de Commissie voor het Werelderfgoed in Parijs erkend als UNESCO cultureel werelderfgoed en onder de titel "Rotstekeningen van de Sjoelgan-Tasjgrot" aan de werelderfgoedlijst toegevoegd. In de motivatietekst stelt de commissie dat de grot, gelegen in het zuidelijke Oeralgebergte van Basjkirostan, uitgebreide laat-paleolithische rotstekeningen bevat. Het ligt in een karstmassief in de buurt van de rivieren Belaja en Sjoelgan en beschikt over grote zalen en diepe kamers op twee niveaus. De schilderijen tonen steppefauna - mammoeten, wolharige neushoorns, bizons, paarden en een Bactrische kameel - naast antropomorfe figuren, abstracte tekens en geometrische motieven zoals de 'Kapova-trapezoïden'. Archeologische vondsten bieden inzicht in het artistieke proces en het huiselijke leven van de prehistorische bewoners.

## Rotstekeningen
De grot is bekend om haar rotstekeningen uit het late Solutréen tot Midden-Swiderien.
Onderzoekers hebben 173 afbeeldingen of restanten daarvan gevonden. De tekeningen zijn meestal gemaakt met oker en natuurlijke pigmenten vermengd met dierlijk vet. In zeldzame gevallen werd houtskool gebruikt. De ongeveer 18.000 jaar oude afbeeldingen tonen mammoeten, paarden en andere dieren, zowel als antropomorfe figuren. In de bovenste en middelste delen van de grot bevinden zich tevens afbeeldingen van hutten, driehoeken, ladders, en schuine lijnen. 
De oudste afbeeldingen bevinden zich bovenaan, en ontstonden na het verschijnen van de vroege moderne mens. In het onderste niveau van de Kapova-grot vindt men latere afbeeldingen daterend tot het einde van de ijstijd. Hun grootte varieert tussen 44 en 112 centimeter. 
De afbeeldingen zijn in verschillende mate van conservering. Een aantal ervan is bedekt met een laag druipsteen, anderen zijn bedekt met graffiti van toeristen, anderen deels weggespoeld door vocht dat langs de muren stroomt. Een betrouwbare conserveringsmethode is nog niet gevonden. Om de originelen te beschermen worden bij de ingang van de grot kopieën op ware grootte getoond aan de bezoekers.
Na het afsluiten van de grot voor het publiek in februari 2012 werd een virtuele fototour gecreëerd, die sinds juli 2012 in het nabijgelegen museum te zien is.

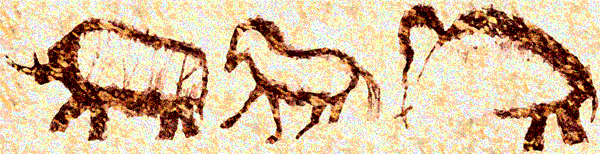
Replica van enige tekeningen uit de grot
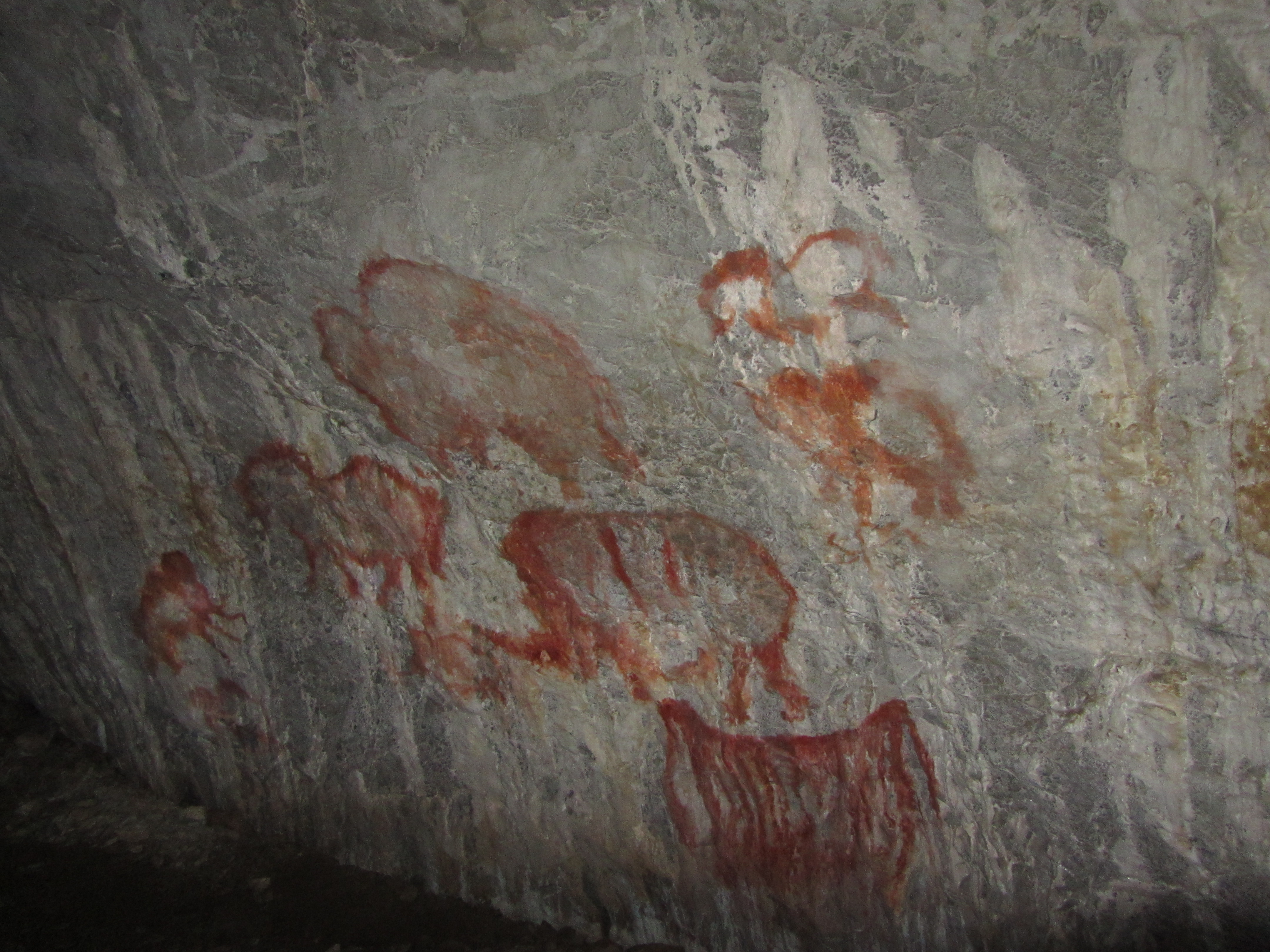
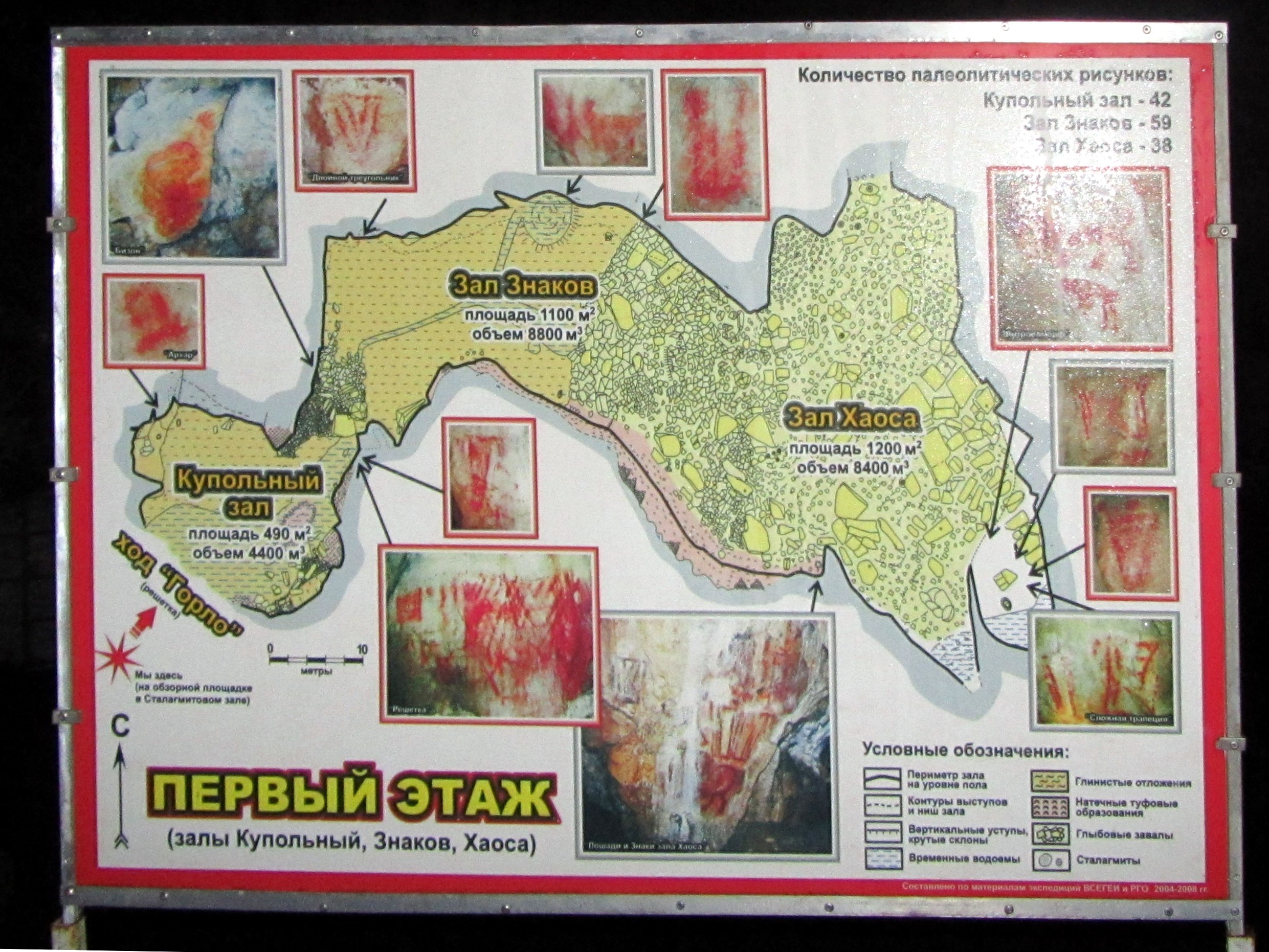
Plattegrond